# National Basketball Association 1973-1974
La stagione della National Basketball Association 1973-1974 fu la 28ª edizione del campionato NBA. La stagione si concluse con la vittoria dei Boston Celtics, che sconfissero i Milwaukee Bucks per 4-3 nelle finali NBA.

## Squadre partecipanti
- Atlanta Hawks
- Boston Celtics
- Buffalo Braves
- Capital Bullets
- Chicago Bulls
- Cleveland Cavaliers
- Detroit Pistons
- Houston Rockets
- K.C. Kings

- L.A. Lakers
- Milwaukee Bucks
- N.Y. Knicks
- Phoenix Suns
- Philadelphia 76ers
- Portland T. Blazers
- G.S. Warriors
- Seattle S.Sonics

## Classifica finale

### Eastern Conference
| Squadra            | V  | P  | %    | GB |
| ------------------ | -- | -- | ---- | -- |
| Boston Celtics C   | 56 | 26 | 68,3 | -  |
| New York Knicks    | 49 | 33 | 59,8 | 7  |
| Buffalo Braves     | 42 | 40 | 51,2 | 14 |
| Philadelphia 76ers | 25 | 57 | 30,5 | 31 |

| Squadra             | V  | P  | %    | GB |
| ------------------- | -- | -- | ---- | -- |
| Capital Bullets     | 47 | 35 | 57,3 | -  |
| Atlanta Hawks       | 35 | 47 | 42,7 | 12 |
| Houston Rockets     | 32 | 50 | 39,0 | 15 |
| Cleveland Cavaliers | 29 | 53 | 35,4 | 18 |

### Western Conference
| Squadra                 | V  | P  | %    | GB |
| ----------------------- | -- | -- | ---- | -- |
| Milwaukee Bucks         | 59 | 23 | 72,0 | -  |
| Chicago Bulls           | 54 | 28 | 65,9 | 5  |
| Detroit Pistons         | 52 | 30 | 63,4 | 7  |
| Kansas City-Omaha Kings | 33 | 49 | 40,2 | 26 |

| Squadra                | V  | P  | %    | GB |
| ---------------------- | -- | -- | ---- | -- |
| Los Angeles Lakers     | 47 | 35 | 57,3 | -  |
| Golden State Warriors  | 44 | 38 | 53,7 | 3  |
| Seattle SuperSonics    | 36 | 46 | 43,9 | 11 |
| Phoenix Suns           | 30 | 52 | 36,6 | 17 |
| Portland Trail Blazers | 27 | 55 | 32,9 | 20 |

## Vincitore
| Campione NBA 1973-1974      |
| --------------------------- |
| Boston Celtics (12º titolo) |

## Statistiche
| Categoria             | Giocatore        | Squadra                | Stat |
| --------------------- | ---------------- | ---------------------- | ---- |
| Punti per gara        | Bob McAdoo       | Buffalo Braves         | 30,6 |
| Rimbalzi per gara     | Elvin Hayes      | Capital Bullets        | 18,1 |
| Assist per gara       | Ernie DiGregorio | Buffalo Braves         | 8,2  |
| Palle rubate per gara | Larry Steele     | Portland Trail Blazers | 2,7  |
| Stoppate per gara     | Elmore Smith     | Los Angeles Lakers     | 4,9  |
| FG%                   | Bob McAdoo       | Buffalo Braves         | 54,7 |
| FT%                   | Ernie DiGregorio | Buffalo Braves         | 90,2 |

## Premi NBA
- NBA Most Valuable Player Award: Kareem Abdul-Jabbar, Milwaukee Bucks
- NBA Rookie of the Year Award: Ernie DiGregorio, Buffalo Braves
- NBA Coach of the Year Award: Ray Scott, Detroit Pistons
- NBA Executive of the Year Award: Eddie Donovan, Buffalo Braves
- All-NBA First Team:
  - John Havlicek, Boston Celtics
  - Rick Barry, Golden State Warriors
  - Kareem Abdul-Jabbar, Milwaukee Bucks
  - Walt Frazier, New York Knicks
  - Gail Goodrich, Los Angeles Lakers
- All-NBA Second Team:
  - Elvin Hayes, Capital Bullets
  - Spencer Haywood, Seattle SuperSonics
  - Bob McAdoo, Buffalo Braves
  - Dave Bing, Detroit Pistons
  - Norm Van Lier, Chicago Bulls
- All-Defensive First Team:
  - Dave DeBusschere, New York Knicks
  - John Havlicek, Boston Celtics
  - Kareem Abdul-Jabbar, Milwaukee Bucks
  - Norm Van Lier, Chicago Bulls
  - Walt Frazier, New York Knicks (pari)
  - Jerry Sloan, Chicago Bulls (pari)
- All-Defensive Second Team:
  - Elvin Hayes, Capital Bullets
  - Bob Love, Chicago Bulls
  - Nate Thurmond, Golden State Warriors
  - Don Chaney, Boston Celtics
  - Dick Van Arsdale, Phoenix Suns (pari)
  - Jim Price, Los Angeles Lakers (pari)
- All-Rookie Team:
  - Ernie DiGregorio, Buffalo Braves
  - Ron Behagen, Kansas City-Omaha
  - Mike Bantom, Phoenix Suns
  - John Brown, Atlanta Hawks
  - Nick Weatherspoon, Capital Bullets